# Валя-Угра
Валя-Угра (рум. Valea Ugra) — село у повіті Харгіта в Румунії. Входить до складу комуни Лунка-де-Сус.
Село розташоване на відстані 232 км на північ від Бухареста, 21 км на північний схід від М'єркуря-Чука, 141 км на південний захід від Ясс, 100 км на північ від Брашова.

## Населення
За даними перепису населення 2002 року у селі проживали 589 осіб, з них 586 осіб (99,5%) угорців. Рідною мовою 586 осіб (99,5%) назвали угорську.